# New Performer
New Performer è il quarto ed ultimo album degli Art Fleury prodotto nel 1983 e pubblicato dalla Suono Records.

## Tracce
Lato A
1. Love And Fear
2. Someone Else
3. New Performer
4. Moonlight
5. Tunnel
6. Radio Memoria

Lato B
1. Expose Me
2. Lovely Nights
3. Atahualpa
4. Hunger Of Wind
5. Bluesky
6. Endezeit